# Prasinohaema virens
Prasinohaema virens (зеленокровий сцинк) — вид сцинкоподібних ящірок родини сцинкових (Scincidae). Мешкає в Меланезії.

## Поширення і екологія
Зеленокрові сцинки мешкають на північному і східному узбережжі Нової Гвінеї, на островах Д'Антркасто і Луїзіада та на Соломонових островах. Вони живуть у вологих рівнинних тропічних лісах та на бананових і пальмових плантаціях. Зустрічаються на висоті до 500 м над рівнем моря.